# كاثرين فريجر
كاثرين ماريا فريجر Katherine Maria Frazier (28 يناير 1882 - 1944) كانت عازفة موسيقية ومديرة فنون أمريكية. في عام 1923 افتتحت مسرحًا في كامينجتون في ماساتشوستس، والذي أصبح في عام 1927 جزءًا من مدرسة فريجر كومينغتون للفنون [الإنجليزية]، حيث يقدم إقامات صيفية ومعسكرات ومكانًا لأداء الفنانين البصريين والموسيقيين والكتاب.